# Irlanda en los Juegos Olímpicos de Vancouver 2010
Irlanda estuvo representada en los Juegos Olímpicos de Vancouver 2010 por un total de 6 deportistas que compitieron en 4 deportes.  
El portador de la bandera en la ceremonia de apertura fue el deportista de bobsleigh Aoife Hoey. El equipo olímpico irlandés no obtuvo ninguna medalla en estos Juegos.